# 필리핀관코과일박쥐
필리핀관코과일박쥐 또는 필리핀뿔과일박쥐(Nyctimene rabori)는 큰박쥐과에 속하는 박쥐의 일종이다. 필리핀의 토착종이다. 자연 서식지는 아열대 또는 열대 건조림이다. 산림벌채로 인한 서식지 감소로 멸종 위협을 받고 있다. 학명은 다른 여러 종과 함께 이 종의 표본을 처음 수집한 레보(Dioscoro S. Rabor)의 이름에서 유래했다.

## 같이 보기
- 황금볏과일박쥐
- 필리핀벌거숭이등과일박쥐